# 부천체육관
부천체육관(富川體育館)은 경기도 부천시 원미구 중4동에 있는 실내체육관으로, 2006년부터 WKBL 부천 하나은행이 홈 경기장으로 사용 중이다. 이전에는 KBL 인천 전자랜드 엘리펀츠가 1998년부터 2006년까지 홈 경기장으로 사용했으며, 2006년 인천-부천 시경계 근처에 개장한 삼산월드체육관으로 홈 코트를 이전했다. EVER 스타리그 2007 8강 투어가 열리기도 했다.

### 기타 용도
- EVER 스타리그 2007 8강 투어